# Heliga Treenighetens och Sankt Görans kyrka
Heliga Treenighetens och Sankt Görans kyrka (grekiska: Ναός Αγίας Τριάδος και Αγίου Γεωργίου) är en grekisk-ortodox kyrkobyggnad belägen i byn Korfés på ön Kreta, i Grekland.
Kyrkan är helgad åt Treenigheten och den romerske martyren, soldaten och helgonet Sankt Göran.

## Historik
Heliga Treenighetens och Sankt Görans kyrka började att byggas år 1882 och stod klar 1885 enligt ritningar av arkitekt Georgios Marinakis.

## Inventarier
Den träsnidade ikonostasen är handgjord och snidad av hantverkaren Manolis Lestakis.